# Pongsŏn sa
Pongsŏn sa (봉선사 Klasztor Szanujący Mędrców) – koreański klasztor.

## Historia klasztoru
Klasztor został zbudowany w roku 969 przez Narodowego Nauczyciela Pŏbina. Pierwotnie nazywał się Unak sa ze względu na to, że położony był u stóp góry Unak. W 1469 roku zmieniono nazwę z polecenia królowej Chŏnhui, której mąż - król Sejo - został pochowany w pobliżu. Od tej pory z klasztorem bliskie więzy utrzymywały inne królowe. Królowe, w przeciwieństwie do królów dynastii Chosŏn, były buddystkami i starały się w miarę swoich możliwości chronić buddyzm przed całkowitym zniszczeniem.
W roku 1551 za panowania króla Myŏngjonga mistrz sŏn Hŏŭng Powo (1509–1565) został mianowany głównym opatem szkoły sŏn i wiodącym stał się klasztor Pongŭn, natomiast mistrz Sujin został opatem szkoły doktrynalnej z siedzibą w klasztorze Pongsŏn.
Klasztor ten, zapewne ze względu na bliskość Seulu był palony i odbudowywany kilkakrotnie. Został spalony w czasie inwazji japońskiej na Koreę w latach 1592-1597. Został odbudowany i ponownie spalony w czasie najazdu Mandżurów w XVI wieku. Został ponownie odbudowany. Ostatni raz został spalony w czasie wojny koreańskiej w latach 1950-1953.
Klasztor stał się bardziej znany, gdy głównym mnichem był Unho, który przyjaźnił się z pisarzem Chunwonem Lee Gwangsu, Sohae Choehaksongiem, Unamem Kim Song-sukiem i poetą Go Eunem.
Klasztor prowadzi także działalność edukacyjną w instytucie Neungumhakrim.
Klasztor ten jest parafialną świątynią zakonu chogye i administruje prawie 80 innymi klasztorami.

## Znane obiekty
- Gwaebul - buddyjskie malowidło wykonane przez Sanggung Seong-ae Lee dla królowej Yeongbin Kim (1669~1735: matki króla Jeongjo) w 1735.

## Adres klasztoru
- 255 Bupyeong-ri, Jinjeop-eup (32 Bongseonsa-gil), Namyangju-si, Gyeonggi-do, Korea Południowa